# Campeonato de Escocia de Rugby 1997-98
El Campeonato de Escocia de Rugby (Premiership One) de 1997-98 fue la vigésimo quinta edición del principal torneo de rugby de Escocia.

## Sistema de disputa
El torneo se disputó en formato de todos contra todos en la que cada equipo enfrentó a cada uno de sus rivales.
Los cinco primeros clasificados disputaron la ronda por el campeonato mientras que los últimos cinco la del descenso.

## Clasificación
| Pos. | Equipo              | Encuentros | Encuentros | Encuentros | Encuentros | Tantos | Tantos | Tantos | Puntos |
| Pos. | Equipo              | PJ         | PG         | PE         | PP         | F      | C      | Dif    | Puntos |
| ---- | ------------------- | ---------- | ---------- | ---------- | ---------- | ------ | ------ | ------ | ------ |
| 1.º  | Watsonians          | 9          | 6          | 0          | 3          | 245    | 131    | +114   | 30     |
| 2.º  | Melrose RFC         | 9          | 6          | 0          | 3          | 212    | 130    | +82    | 29     |
| 3.º  | Currie Chieftains   | 9          | 6          | 0          | 3          | 182    | 177    | +5     | 27     |
| 4.º  | Hawick RFC          | 9          | 6          | 0          | 3          | 183    | 141    | +42    | 25     |
| 5.º  | West of Scotland    | 9          | 5          | 0          | 4          | 191    | 151    | +40    | 24     |
| 6.º  | Stirling County RFC | 9          | 5          | 0          | 4          | 163    | 129    | +34    | 23     |
| 7.º  | Boroughmuir RFC     | 9          | 5          | 0          | 4          | 129    | 140    | -11    | 22     |
| 8.º  | Jed-Forest RFC      | 9          | 3          | 0          | 6          | 144    | 253    | -109   | 13     |
| 9.º  | Heriot's FP         | 9          | 2          | 0          | 7          | 136    | 236    | -100   | 8      |
| 10.º | Edinburgh Accies    | 9          | 1          | 0          | 8          | 127    | 224    | -97    | 7      |

|  | Clasificado a segunda ronda.            |
|  | Clasificado a la ronda por el descenso. |

## Ronda por el descenso
| Pos. | Equipo              | Encuentros | Encuentros | Encuentros | Encuentros | Tantos | Tantos | Tantos | Puntos |
| Pos. | Equipo              | PJ         | PG         | PE         | PP         | F      | C      | Dif    | Puntos |
| ---- | ------------------- | ---------- | ---------- | ---------- | ---------- | ------ | ------ | ------ | ------ |
| 1.º  | Boroughmuir RFC     | 4          | 3          | 0          | 1          | 183    | 73     | +110   | 37     |
| 2.º  | Stirling County RFC | 4          | 1          | 0          | 3          | 45     | 107    | -62    | 27     |
| 3.º  | Jed-Forest RFC      | 4          | 2          | 0          | 2          | 75     | 135    | -60    | 22     |
| 4.º  | Heriot's FP         | 4          | 3          | 0          | 1          | 119    | 60     | +59    | 22     |
| 5.º  | Edinburgh Accies    | 4          | 1          | 0          | 3          | 82     | 129    | -47    | 13     |

|  | Descendido. |

## Ronda por el campeonato
| Pos. | Equipo            | Encuentros | Encuentros | Encuentros | Encuentros | Tantos | Tantos | Tantos | Puntos |
| Pos. | Equipo            | PJ         | PG         | PE         | PP         | F      | C      | Dif    | Puntos |
| ---- | ----------------- | ---------- | ---------- | ---------- | ---------- | ------ | ------ | ------ | ------ |
| 1.º  | Watsonians        | 4          | 3          | 0          | 1          | 152    | 72     | +80    | 44     |
| 2.º  | Melrose RFC       | 4          | 3          | 0          | 1          | 119    | 100    | +19    | 43     |
| 3.º  | West of Scotland  | 4          | 3          | 0          | 1          | 110    | 82     | +28    | 39     |
| 4.º  | Currie Chieftains | 4          | 1          | 0          | 3          | 78     | 158    | -80    | 32     |
| 5.º  | Hawick RFC        | 4          | 0          | 0          | 4          | 79     | 128    | -49    | 26     |

|  | Campeón. |

| Bandera de Escocia |
| Campeón Watsonians |
| Primer título      |